# 褐紋假鰓鱂
褐紋假鰓鱂，為輻鰭魚綱鯉齒目鰕鱂亞目鰕鱂科的其中一種，為熱帶淡水魚，分布於非洲坦尚尼亞淡水流域，本魚體延長，體色以亮藍色為底，體側及魚鰭具有數條暗紅色橫紋，體長可達3.3公分，棲息在池塘底中層水域，生活習性不明，可作為觀賞魚。

## 擴展閱讀
維基物種上的相關：褐紋假鰓鱂
1. ↑  Nagy, B.; Watters, B. . The IUCN Red List of Threatened Species. 2019, 2019: e.T61286A47243647  [17 November 2021]. doi:10.2305/IUCN.UK.2019-3.RLTS.T61286A47243647.en .